# Besingi
Besingi Ikoi Ngolo est une localité du Cameroun, située dans l'arrondissement de Mundemba, le département du Ndian et la Région du Sud-Ouest.

## Population
Lors du recensement national de 2005, Besingi comptait 260 habitants.